# Elezioni europee del 2004 a Malta
Le elezioni europee del 2004 a Malta si sono tenute il 13 giugno.

## Risultati
| Liste  | Liste                                      | Gruppo | Voti    | %     | Seggi |
| ------ | ------------------------------------------ | ------ | ------- | ----- | ----- |
|        | Partito Laburista                          | PSE    | 118.983 | 48,42 | 3     |
|        | Partito Nazionalista                       | PPE-DE | 97.688  | 39,76 | 2     |
|        | Alternativa Democratica                    | -      | 22.938  | 9,33  | -     |
|        | Imperium Europa                            | -      | 1.603   | 0,65  | -     |
|        | Alpha                                      | -      | 756     | 0,31  | -     |
|        | KUL Europa                                 | -      | 66      | 0,03  | -     |
|        | Partito Repubblicano Democratico Cristiano | -      | 64      | 0,03  | -     |
|        | Candidati indipendenti                     | -      | 3.624   | 1,47  | -     |
| Totale | Totale                                     | Totale | 245.722 |       | 5     |